# Orrin W. Robinson

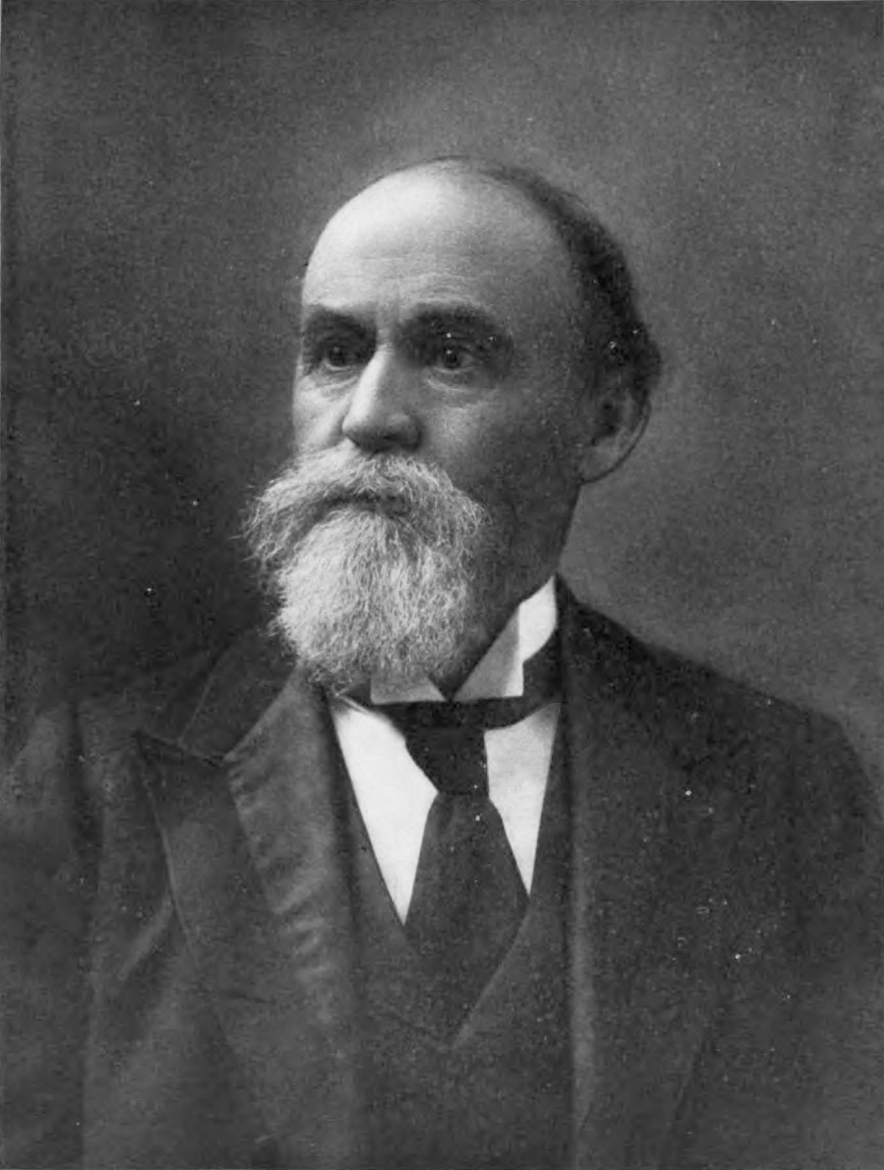
Orrin W. Robinson (1903)

Orrin Williams Robinson (* 14. August 1834 in Claremont, New Hampshire; † 6. September 1907) war ein US-amerikanischer Politiker. Zwischen 1899 und 1903 war er Vizegouverneur des Bundesstaates Michigan.

## Werdegang
Orrin Robinson besuchte die öffentlichen Schulen seiner Heimat und war auf einer benachbarten Farm beschäftigt. Später arbeitete er in verschiedenen Staaten in diversen Anstellungen. Seit 1862 lebte er in Michigan, wo er bis 1872 für eine Kupfermine tätig war. Danach stieg er in die Holzbranche ein und gründete die Firma Sturgeon River Boom Company. Politisch war er seit den 1850er Jahren Anhänger der Republikanischen Partei, deren Mitglied er wurde. Im Juni 1892 nahm er als Delegierter an der Republican National Convention in Minneapolis teil. In den Jahren 1895 und 1896 saß er als Abgeordneter im Repräsentantenhaus von Michigan; von 1897 bis 1898 gehörte er dem Staatssenat an.
1898 wurde Robinson an der Seite von Hazen S. Pingree zum Vizegouverneur von Michigan gewählt. Dieses Amt bekleidete er nach einer Wiederwahl zwischen 1899 und 1903. Dabei war er Stellvertreter des Gouverneurs und Vorsitzender des Staatssenats. Seit 1901 diente er unter dem neuen Gouverneur Aaron T. Bliss. Nach seiner Zeit als Vizegouverneur setzte er seine Tätigkeiten in der Holzbranche fort. Er starb am 6. September 1907.